# Tatarskaja Dymskaja
Tatarskaja Dymskaja (ros. Татарская Дымская) – wieś (sieło) w Rosji, w Tatarstanie, w rejonie bugulmińskim. W 2010 liczyła 606 mieszkańców.